# Книга коду (Класифікатор)
Кодова книга — тип документа, який використовується для збору і зберігання кодів. Спершу кодові книги часто сприймалися буквально як книги, але сьогодні кодові книги є назвою повного запису серії кодів незалежно від фізичного формату.

## Криптографія
У криптографії, кодова книга являє собою документ, який використовується для реалізації коду. Кодова книга містить таблицю пошуку для кодування і декодування; кожне слово або фраза має одну або декілька рядків, які замінюють його. Щоб розшифрувати повідомлення, написані в коді, відповідні копії кодової книги повинні бути доступні, як і в повідомленні, так і в кодовій книзі. Розподіл і фізична безпека шифрувальних книг несе особливу складність у використанні кодів, в порівнянні з секретною інформацією, яка використовується в шифрах, ключ, яких, як правило, значно коротше.
В документах Національного Агентства з Безпеки США іноді використовують книга коду (англ. codebook) для позначення блочних шифрів; порівняйте з використанням алгоритму типу-об'єднування (англ. combiner-type algorithm) для позначення потокових шифрів.
Кодова книга, як правило, складається з двох частин, причому одна частина використовується для перетворення відкритого тексту в зашифрований текст, а інша для протилежної мети. Обидві, як правило, організовані відповідно до стандартного словника, з відкритим текстом слів (в першій частині) і зашифрованим (у другій частині) представлені як словник заголовних слів.
Прикладом алгоритму з використанням кодової книги є шифр МакГафіна.[джерело?]
Книга використовується в книжковому шифрі або в книзі, яка використовується в ключах запуску шифру, як правило, не є криптографічною кодовою книгою.

## Соціальні науки
У соціальних науках, кодова книга являє собою документ, що містить перелік кодів, які використовуються в дослідженнях.

## Стиснення даних
Кодові книги також були використані в комерційних кодів 19-го та 20-го століття для не-криптографічних цілей стиснення даних.